# محمود فريد
محمود فريد (بالإنجليزية: Mahmood Farid) مخرج وكاتب سيناريو مصري من مواليد 7 أغسطس 1920 إلتحق بإستوديو مصر عام 1940، حيت عمل في البداية كمخرج مساعد مع عدد من المخرجين منهم حسن الإمام وحسام الدين مصطفي وفطين عبد الوهاب ومحمود ذو الفقار، إلي أن قام بالإخراج منفردًا في فيلم (سجين الليل) عام 1963، خاض أيضًا تجربة الإنتاج في عدة أعمال، وقام بالتمثيل في ثلاثة أفلام.
أثناء تصوير فيلم «شياطين إلى الأبد» عام 1974 مع عادل إمام وناهد شريف، اقترح المخرج محمود فريد على الفنان مظهر أبوالنجا أن تكون له «لازمة»، واقترح عليه كلمات: «يا خرابي» أو «يامه» أو «يا لهوي» أو «يا حلاوة».. أعجبت أبوالنجا الأخيرة فاختارها ورددها داخل أحداث الفيلم وصارت «لازمة» مرتبطة به طيلة 40 عاماً.
استأذن المخرج محمود فريد في تصوير مشاهد فيلم «عودة أخطر رجل في العالم» عام 1972 في فندق شيراتون، ودخلت كاميرات ومعدات الفيلم بهو الفندق، وكان من بين هذه المعدات بعض أصابع الديناميت ولم يكتشفها أحد، ولم يكن هذا الديناميت حقيقياً وإنما هي أصابع صنعها مهندس الإكسسوار من الورق لكي تستخدم في مشهد بالفيلم، بحسب ما نشرته جريدة أخبار اليوم في 9 سبتمبر 1972، دخل فؤاد المهندس وأمسك بأصابع الديناميت استعداداً لتصوير لقطة في الفيلم وفجأة عندما شاهد رجال أمن الفندق أصابع الديناميت في يد فؤاد أسرعوا بالقبض عليه والتحفظ على الديناميت، وأسرع عدد منهم بإبلاغ نقطة شرطة الدقي، وأصيب فؤاد المهندس بحالة من الرعب وأعطاهم الديناميت بيد مرتعشة ومن شدة خوفه لم يستطع الدفاع عن نفسه وشرح الموقف حتى تدخل المخرج محمود فريد وشرح الحقيقة للشرطة ولرجال الأمن.
توفي عام 1988 عن عمر يناهز 68 سنة وترك 97 عملاً بين الاخراج والاخراج المساعد واعمال السيناريو والتمثيل.

## قائمة الأفلام التي قام باخراجها
فيلم «سجين الليل» عام 1963 بطولة حسن يوسف وزيزي البدراوي.
فيلم «النشال» عام 1963 بطولة فريد شوقي وشويكار.
فيلم «المغامرة الكبرى» عام 1964 بطولة فريد شوقي وحسن يوسف.
فيلم «العزاب الثلاثة» عام 1964 بطولة سعاد حسني وعادل مأمون.
فيلم «مطلوب زوجة فوراً» عام 1964 بطولة فريد شوقي وليلى طاهر.
فيلم «المشاغبون» عام 1965 بطولة رشدي أباظة ونيللي.
فيلم «العقلاء الثلاثة» عام 1965 بطولة رشدي أباظة وسميرة أحمد.
فيلم «الرعب» عام 1969 بطولة فريد شوقي ومحمود المليجي.
فيلم «لسنا ملائكة» عام 1970 بطولة ثلاثي أضواء المسرح.
فيلم «رجال في المصيدة» عام 1971 بطولة محمود المليجي وسهير زكي.
فيلم «عودة أخطر رجل في العالم» عام 1972 بطولة فؤاد المهندس وميرفت أمين.
فيلم «شباب يحترق» عام 1972 بطولة محمود ياسين ونجلاء فتحي.
فيلم «المخادعون» عام 1973 بطولة حسن يوسف وسهير رمزي.
فيلم «الشياطين والكورة» عام 1973 بطولة عادل إمام وشمس البارودي.
فيلم «عريس الهنا» عام 1974 بطولة محمد عوض وناهد شريف.
فيلم «شياطين إلى الأبد» عام 1974 بطولة عادل إمام وصفاء أبو السعود.
فيلم «ملوك الضحك» عام 1975 بطولة حسن يوسف وناهد شريف.
فيلم «البحث عن المتاعب» عام 1975 بطولة عادل إمام وناهد شريف.
فيلم «احترسي من الرجال يا ماما» عام 1975 بطولة محمد عوض وماجدة الخطيب.
فيلم «الكل يحب» عام 1976 بطولة نور الشريف وناهد شريف.
فيلم «المزيكا في خطر» عام 1976 بطولة صفاء أبو السعود وسمير غانم.
فيلم «العاشقات» عام 1976 بطولة نيللي ونور الشريف.
فيلم «إلى المأذون يا حبيبي» عام 1977 بطولة صفاء أبو السعود وسمير غانم.
فيلم «كباريه الحياة» عام 1977 بطولة محمود المليجي ومها صبري.
فيلم «مغامرون حول العالم» عام 1978 بطولة عادل إمام وناهد شريف.
فيلم «النشالات الفاتنات» عام 1985 بطولة بوسي وفاروق الفيشاوي.
فيلم «الناس الغلابة» عام 1986 بطولة إبمان وسعيد صالح.
فيلم «اليتيم والحب» عام 1993 بطولة سمير صبري وسحر رامي.

## وصلات خارجية
- محمود فريد على موقع IMDb (الإنجليزية)
- محمود فريد على موقع الدهليز
- محمود فريد على موقع قاعدة بيانات الأفلام العربية
- محمود فريد على موقع قاعدة بيانات الفيلم (الإنجليزية)
- محمود فريد على موقع الدهليز
- محمود فريد على موقع كاروهات